# 斎藤昭俊
斎藤 昭俊（齋藤昭俊、さいとう あきとし、1930年3月15日 - ）は、日本の宗教学・仏教学者、大正大学名誉教授。インド宗教、仏教教育が専門。

## 人物
栃木県栃木市の真言宗の寺に生まれる。1954年大正大学大学院修士課程修了（宗教学）。1956年インド・ベナレス・ヒンドゥー大学大学院に学ぶ（インド政府招聘留学生）。大正大学助教授、教授、教養部長。98年「仏教教育における指導原理の研究」で大正大学文学博士。2000年定年退任、名誉教授、日本仏教教育学会名誉会長、全国青少年教化協議会事務総長。

## 著書
- 『近代仏教教育史』国書刊行会 1975
- 『インド その社会と宗教』国書刊行会 1977
- 『インドの祭り考』国書刊行会 1977
- 『日本仏教教育史研究 上代・中世・近世』国書刊行会 1978
- 『仏教教育入門』国書刊行会 1980
- 『近代インドの宗教運動』吉川弘文館 1982
- 『インドの民俗宗教』吉川弘文館 1984
- 『弘法大師信仰と伝説』新人物往来社 1984
- 『宗教科教育法』国書刊行会 1984
- 『インドの聖地考』国書刊行会 1985
- 『インドの神々』吉川弘文館 1986
- 『宗教教育入門』佼成出版社 仏教文化選書 1990
- 『仏教語ものしり事典』新人物往来社 宗教とくらし選書 1992
- 『アジアの仏教』近代文芸社 1994
- 『インド部族の宗教』こびあん書房 1994
- 『人間力を育む 生き方の仏教入門』鎌倉新書 2006

### 共編著・監修
- 『智山人名辞典』編 山喜房仏書林 1972
- 『弘法大師伝説集』編著 仏教民俗学会 1974
- 『仏教巡礼集』編 仏教民俗学会 1975
- 『弘法大師伝説集』全3巻 編著 国書刊行会 1976
- 『仏教教育辞典』編著 国書刊行会 1979
- 『日本仏教人名辞典』成瀬良徳共編著 新人物往来社 1986
- 『日本仏教宗派事典』成瀬良徳共編著 新人物往来社 1988
- 『東洋仏教人名事典』李載昌共編 新人物往来社 1989
- 『仏教教育の世界』編 渓水社 1993
- 『仏教教育選集』全6巻 監修 国書刊行会 2010

### 翻訳
- D.S.シャルマー『ヒンドゥ教物語』宝蓮寺出版 1970
- クシワント・シン『インドのシク教』国書刊行会 1980

### 記念論文集
- 『宗教と文化』斎藤昭俊教授還暦記念論文集刊行会編 こびあん書房 1990
- 『仏教教育・人間の研究 斎藤昭俊教授古稀記念論文集』斎藤昭俊教授古稀記念論文集刊行会 2000

## 論文
- Cinii

## 注
1. ↑  『現代日本人名録』